# Rodney King
Rodney King (2. april 1965 - 17. juni 2012) var en amerikansk taxachauffør, som blev verdenskendt som offer for politivold i Los Angeles den 3. marts 1991. Den voldelige episode, hvor Rodney King var omringet af syv politibetjente, blev optaget på afstand af George Holliday. Optagelserne, som dokumenterer, hvordan King blev slået gentagne gange, blev offentliggjort af nyhedsbureauer i hele verden og medførte et voldsomt raseri fra den sorte befolkning over politiets brutalitet, racisme og social ulighed i Los Angeles.
Fire politifolk blev anklaget for vold, og da en jury året efter frikendte dem, udløste det omfattende optøjer i Los Angeles, som kostede mere end 50 mennesker livet og medførte ødelæggelser for mere end en milliard kroner. Senere er to af de fire blevet dømt og sendt i fængsel, mens de to andre blev frikendt.